# Ԫ (слово ћирилице)
Ԫ ԫ (Ԫ ԫ; курзив: Ԫ ԫ) је слово ћириличног писма. Зове се Дзж. Облик слова је настао као лигатура ћириличних слова Д (Д д) и Ж (Ж ж).
Ԫ се користи у старим комским и осетским језицима.  Касније је избачено и заборављено, вероватно зато што је превише личило на ДК.
Користи се за разликовање африката /дʒ/ од низа д-ж у неким фонетским речницима.
Зове се Дзж како би се избегла забуна са словом Џ.

## Коришћење
Ово слово представља звучну палато-алвеоларну африкату /d͡ʒ/. 
Може се романизовати као ⟨dž⟩.

## Рачунарски кодови
| Знак                      | Ԫ                             | Ԫ                             | ԫ                           | ԫ                           |
| ------------------------- | ----------------------------- | ----------------------------- | --------------------------- | --------------------------- |
| Назив у Уникоду           | CYRILLIC CAPITAL LETTER DZZHE | CYRILLIC CAPITAL LETTER DZZHE | CYRILLIC SMALL LETTER DZZHE | CYRILLIC SMALL LETTER DZZHE |
| Врста кодирања            | децимална                     | хексадецимална                | децимална                   | хексадецимална              |
| Уникод                    | 1322                          | U+052A                        | 1323                        | U+052B                      |
| UTF-8                     | 212 170                       | D4 AA                         | 212 171                     | D4 AB                       |
| Нумеричка референца знака | &#1322;                       | &#x52A;                       | &#1323;                     | &#x52B;                     |

## Слична слова
• Ҹ ҹ : Ч са вертикалним потезом.
• Џ џ : Ћириличко слово Џ.
• Ӌ ӌ : Ћириличко слово Какашко Џ.
• Ӂ ӂ : Ћириличко слово Ж са бревом.
• Ӝ ӝ : Ћириличко слово Ж са дијарезом.
• Җ җ : Ћириличко слово Ж са силазницом.
• Ģ ģ : Латиничко слово  Ģ.
• Dž dž : Латиничко дијаграф D и Z са кароном.
• Ч ч : Ћириличко слово Ч.
• Ж ж : Ћириличко слово Ж.
• Č č : Латиничко слово C са кароном.
• Ž ž : Латиничко слово Z са кароном.
• Ә ә : Ћириличко слово обрнуто Е/Шва